# 1531

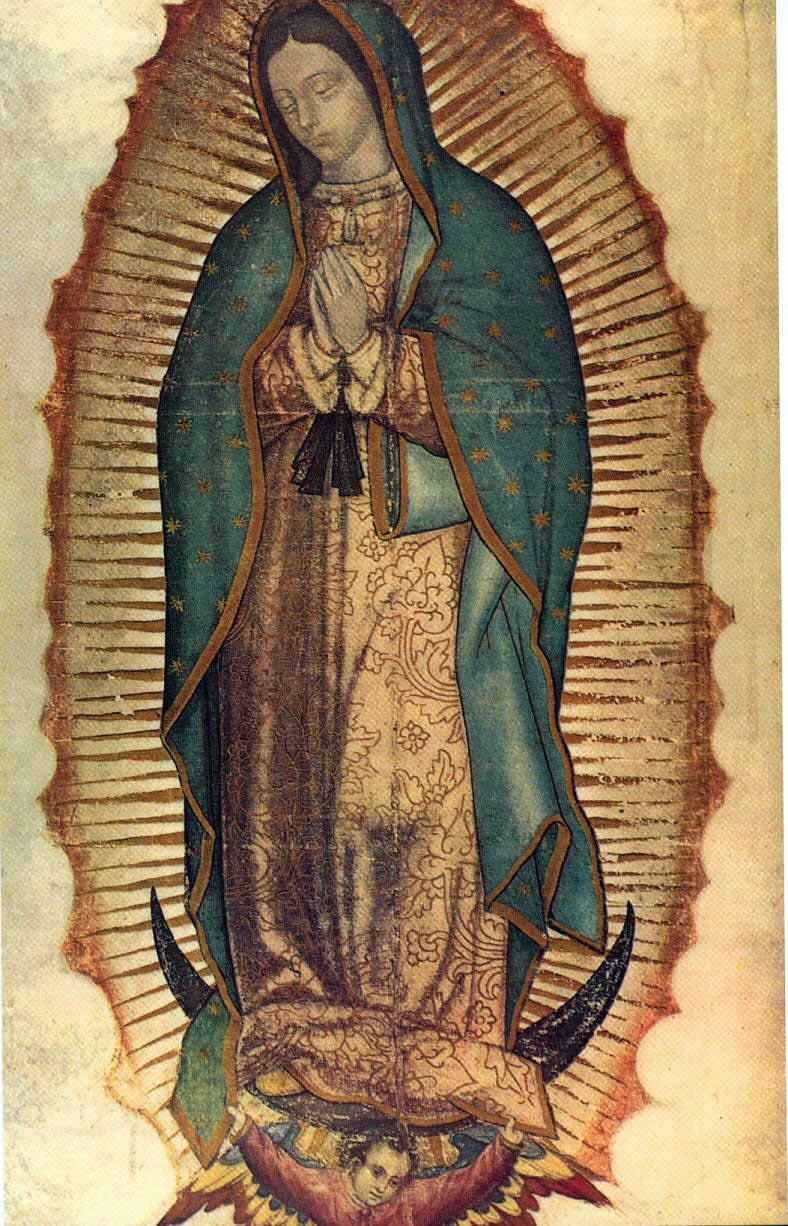
Onze-Lieve-Vrouw van Guadalupe

Het jaar 1531 is het 31e jaar in de 16e eeuw volgens de christelijke jaartelling.

## Gebeurtenissen
januari
- 26 - Lissabon wordt getroffen door een zware aardbeving.

februari
- 27 - Protestantse Duitse vorsten en rijkssteden vormen het Schmalkaldisch Verbond.

september
- 24 - Gustaaf I van Zweden huwt Catharina van Saksen-Lauenburg.
- 29 - Huwelijk van Willem de Rijke met Juliana van Stolberg.

oktober
- 1 - Keizer Karel V voert bij zijn bezoek aan de Nederlanden een aantal hervormingen door: Hij stelt de Collaterale Raden te Brussel in. De Collaterale Raden bestaan uit: de Raad van State, de Geheime Raad en de Raad van Financiën.
- 7 - Officiële aanstelling van Maria van Hongarije als landvoogdes van de Spaanse Nederlanden in de Staten-Generaal.
- 9 - Een aantal katholieke kantons verklaart Zürich de oorlog. Begin van de Tweede Kappeleroorlog.
- 11 - Slag bij Kappel: De katholieke kantons onder leiding van Schwyz verslaan de protestanten van Zürich. Reformatieleider Huldrych Zwingli sneuvelt.

november
- 16 - Frederik II Gonzaga, hertog van Mantua, huwt Margaretha van Monferrato.
- 20 - Tweede Kappeler Landvrede: Einde van de Tweede Kappeleroorlog. De Reformatie in de Duitstalige Zwitserse kantons zal zich niet verder uitbreiden.

december
- 9 - Verschijning in Tepeyac bij Mexico-Stad van Onze-Lieve-Vrouw van Guadalupe aan de vrome Azteek Juan Diego Cuauhtlatoatzin.
- 17 - Paus Clemens VII installeert de Inquisitie in Lissabon.

zonder datum
- Incakeizer Huáscar valt het rijk van zijn halfbroer Atahualpa binnen. Begin van de Oorlog van de Twee Broers.
- Gustaaf I van Zweden zet Johannes Magnus af als aartsbisschop van Uppsala en vervangt hem door de hervormer Laurentius Petri. Definitieve breuk van de Zweedse Kerk met de Rooms-Katholieke Kerk.
- Ferdinand I, de broer van keizer Karel V, wordt gekroond tot mede-koning van Duitsland.
- De Handelsbeurs in Antwerpen wordt gebouwd, dat geldt als het eerste moderne beursgebouw.
- Alessandro de' Medici, heer van Florence wordt verheven tot hertog. Begin van het Hertogdom Florence.
- Ambrose Ehinger trekt vanuit Maracaibo het binnenland van Colombia binnen.
- Oprichting van de Universiteit van Granada.
- Petrus Apianus stelt vast dat de staart van een komeet altijd van de zon is afgekeerd.

## Beeldende kunst

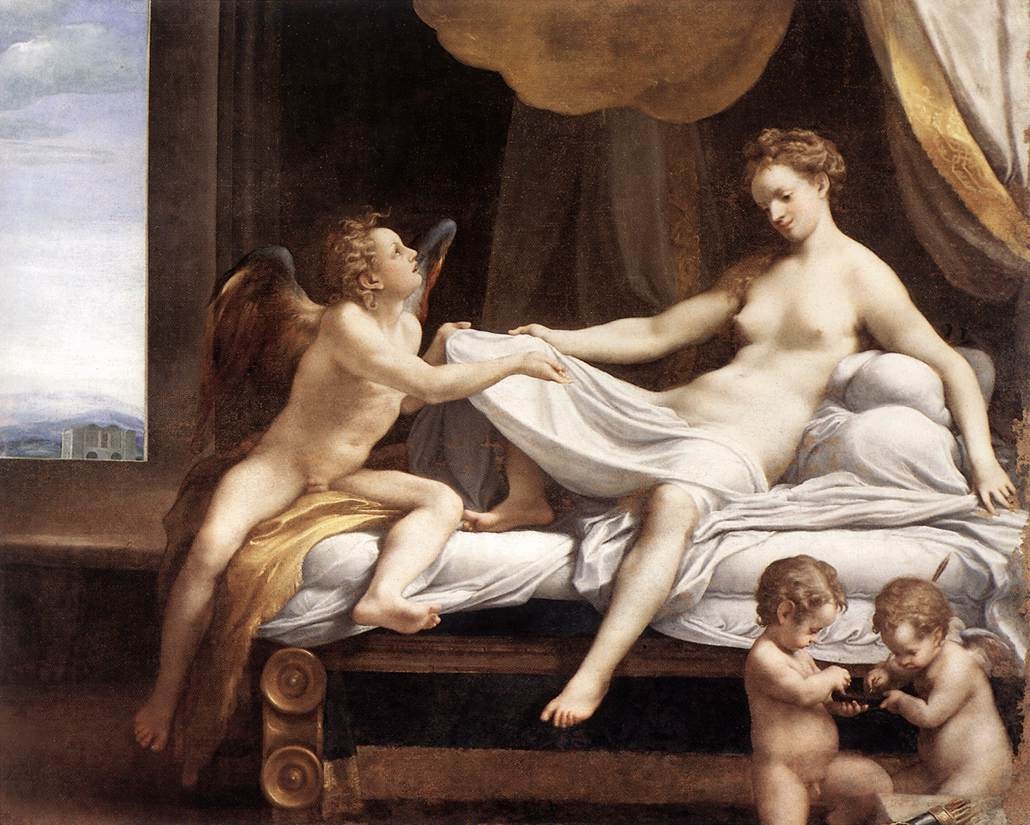
Antonio da Correggio: Danaë
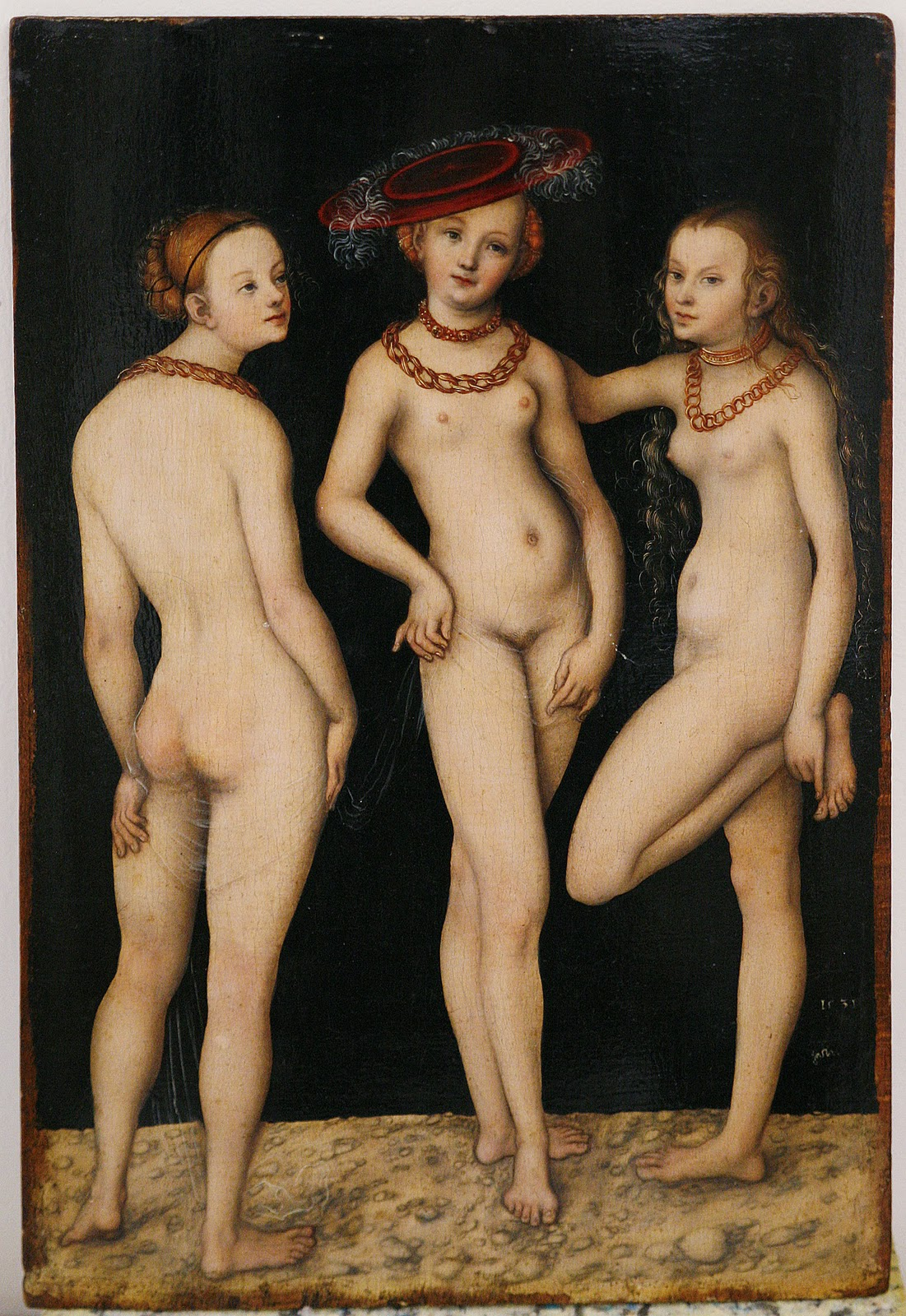
Lucas Cranach de Oudere: De drie gratiën
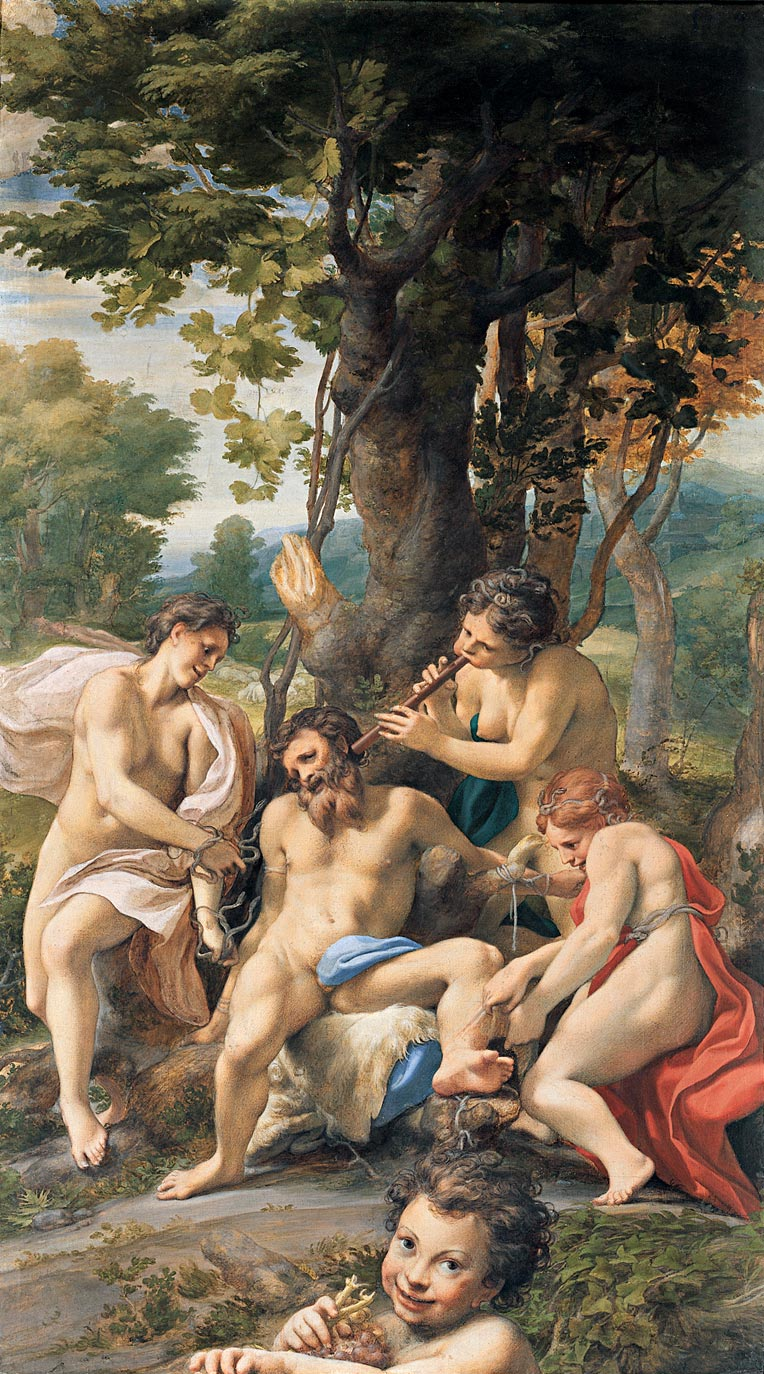
Antonio da Correggio: Allegorie van de Ondeugd
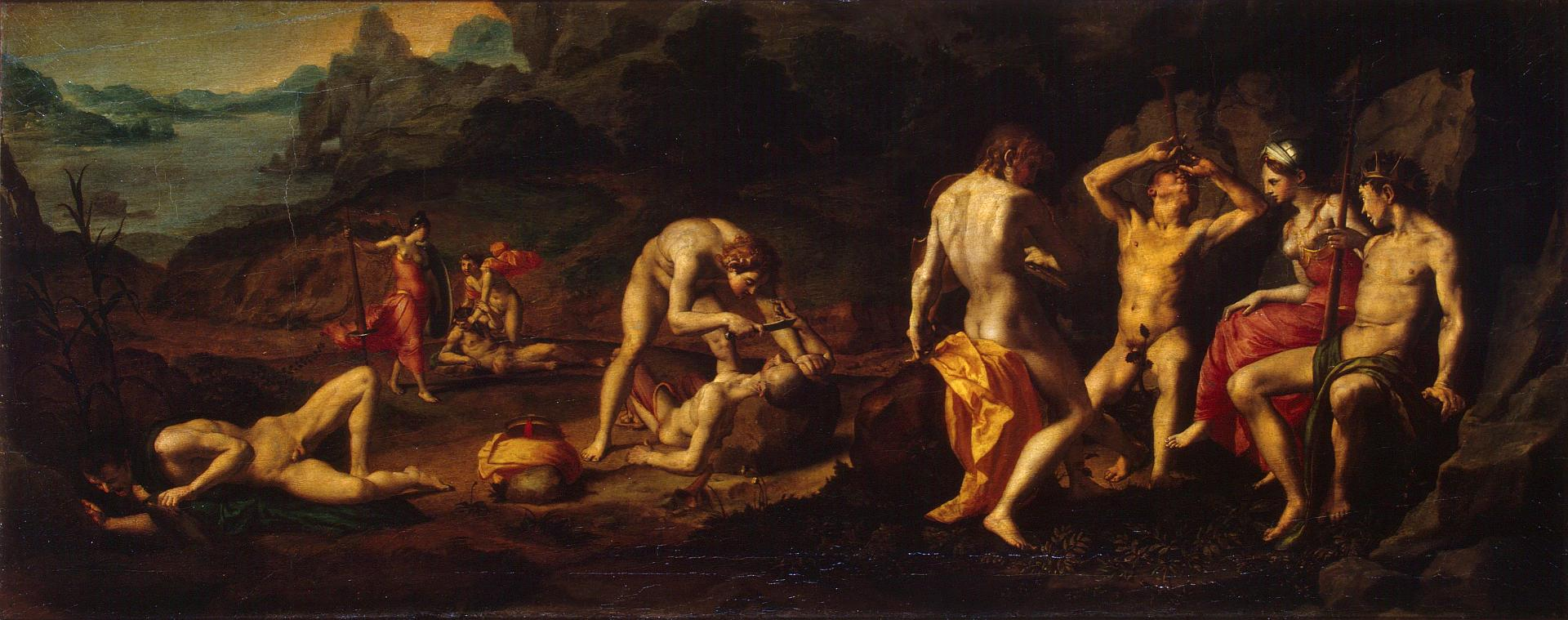
Agnolo Bronzino: De wedstrijd tussen Apollo en Marsyas
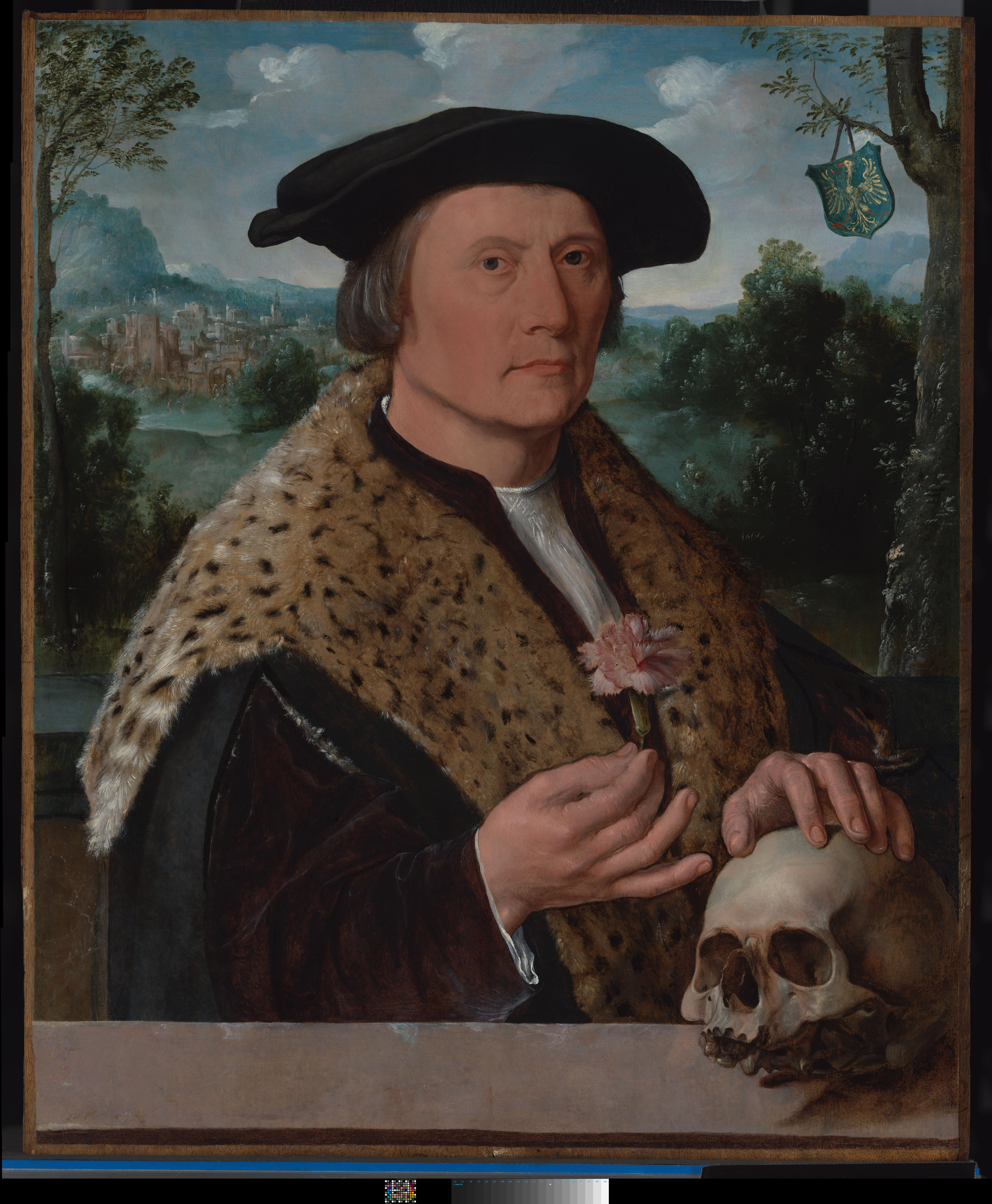
Dirck Jacobsz.: Portret van Pompeius Occo

## Opvolging
- Angoulême - Louise van Savoye opgevolgd door haar kleinzoon Karel II van Orléans
- Holstein-Pinneberg - Jobst I van Holstein-Schauenburg opgevolgd door Adolf XIII van Schaumburg
- Leuchtenberg - Jan IV opgevolgd door George III
- aartsbisdom Trier - Richard van Greiffenklau tot Vollrads opgevolgd door Johan III van Metzenhausen

## Afbeeldingen

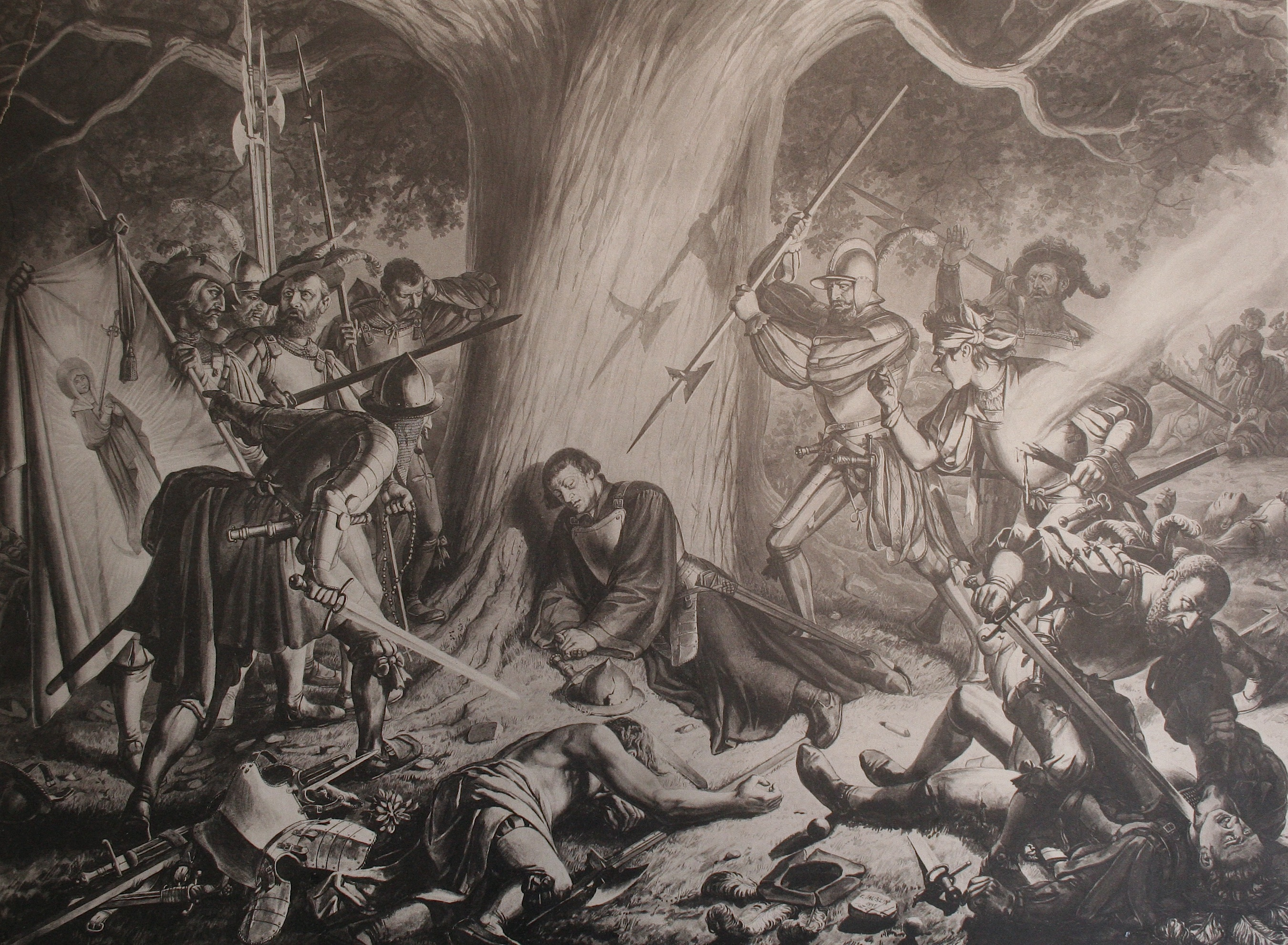
dood van Huldrych Zwingli
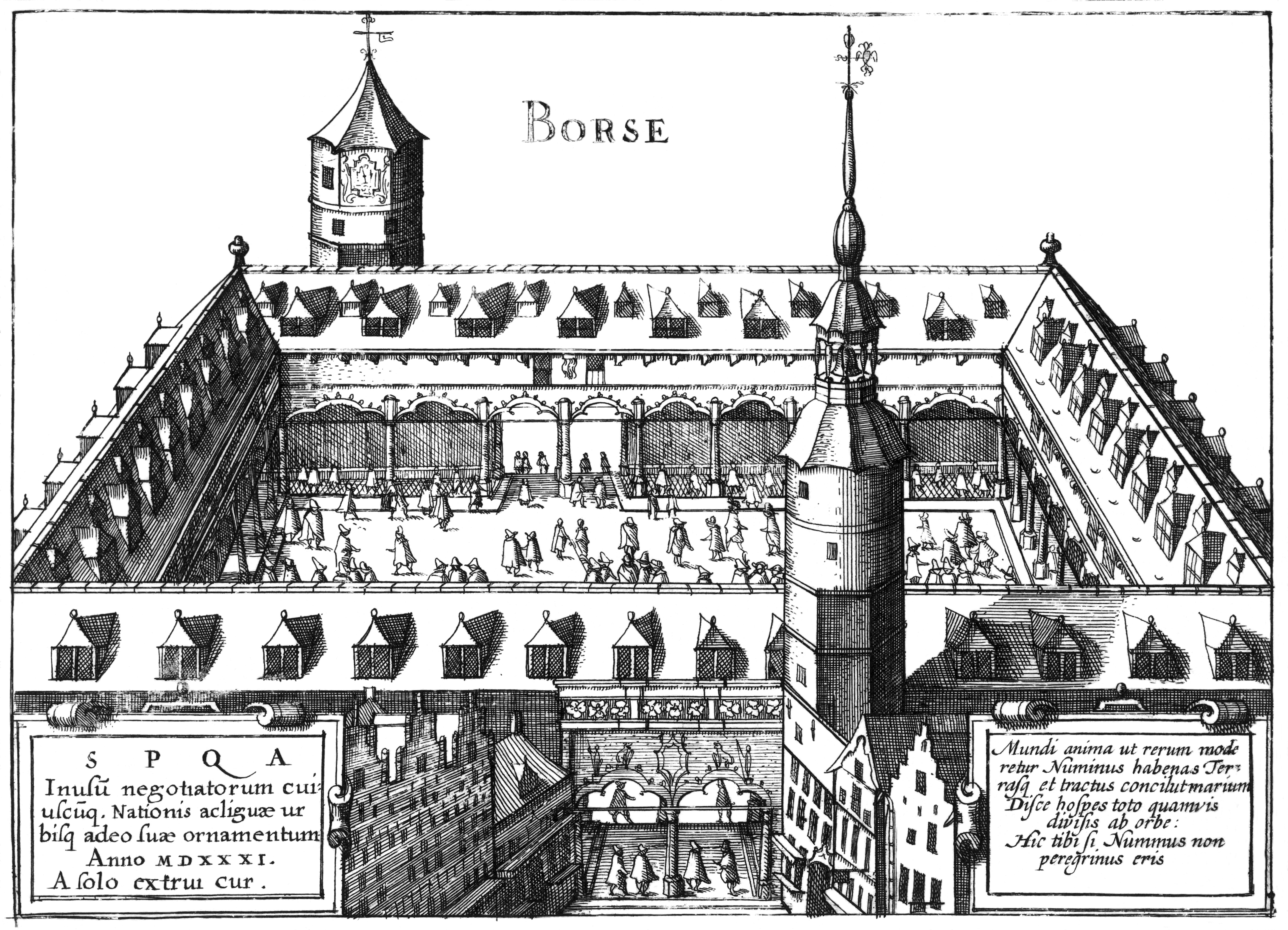
beurs van Antwerpen
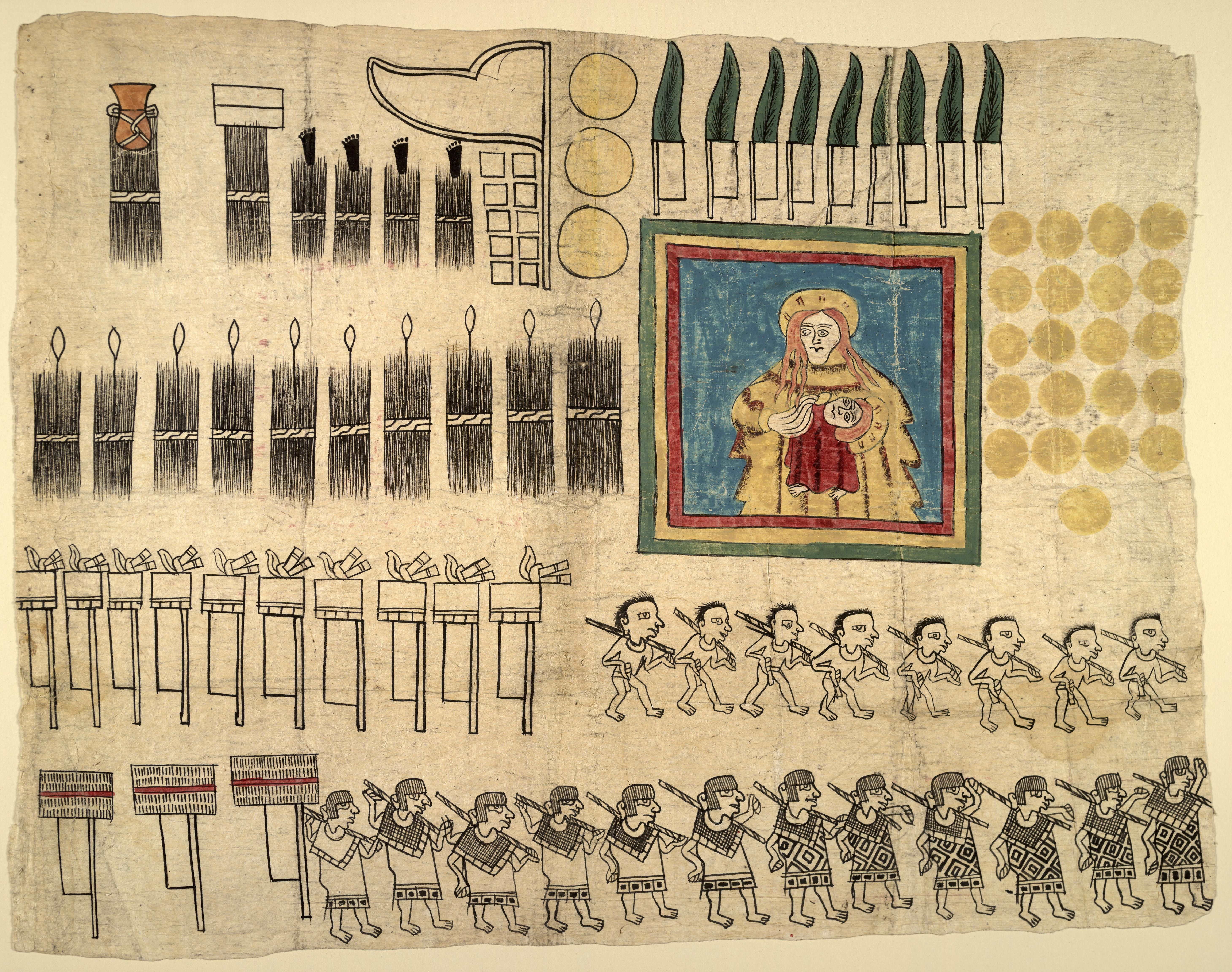
Codex van Huexotzinco
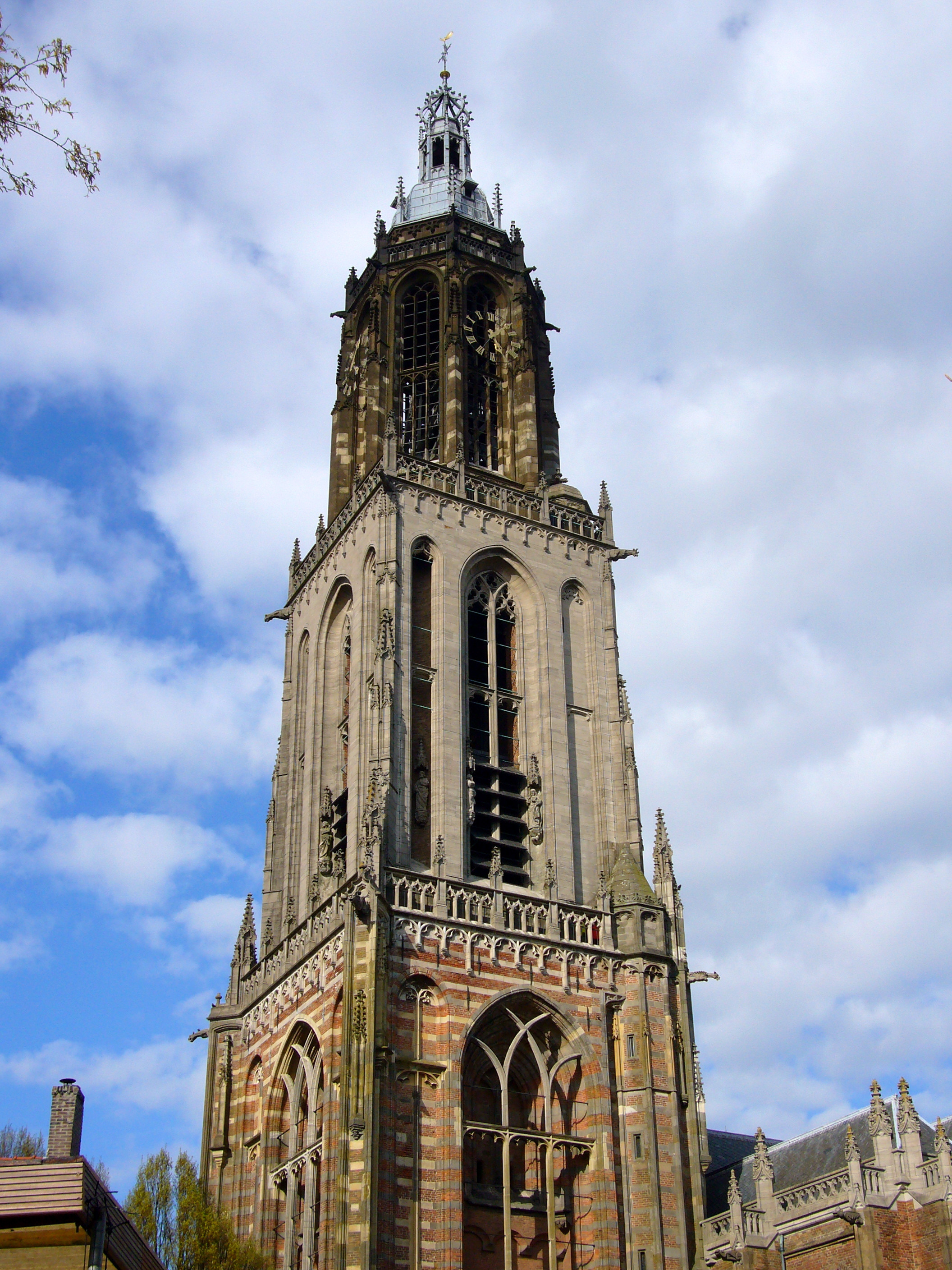
Cuneratoren, Rhenen (voltooid 1531)
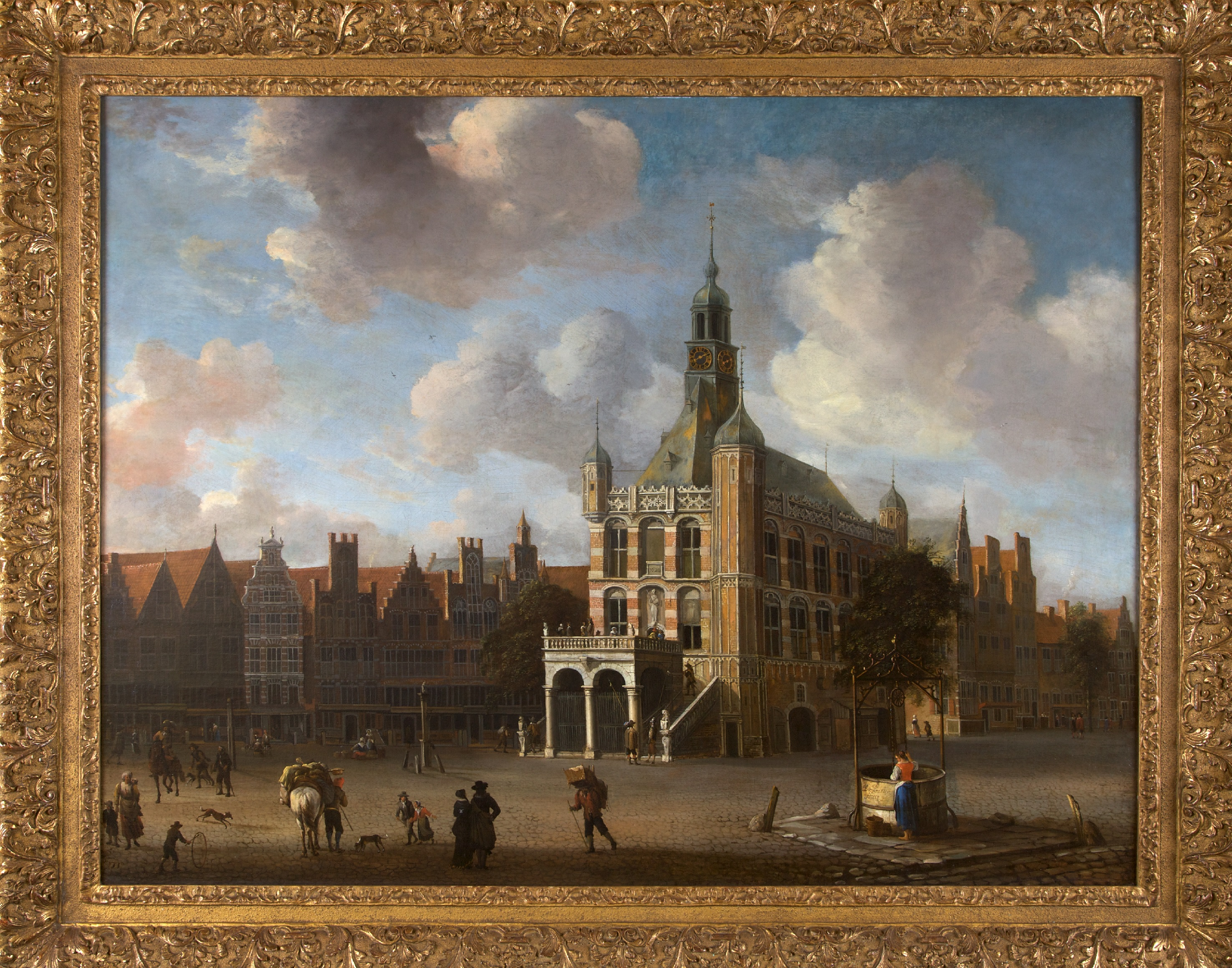
Waag, Deventer (voltooid 1531)
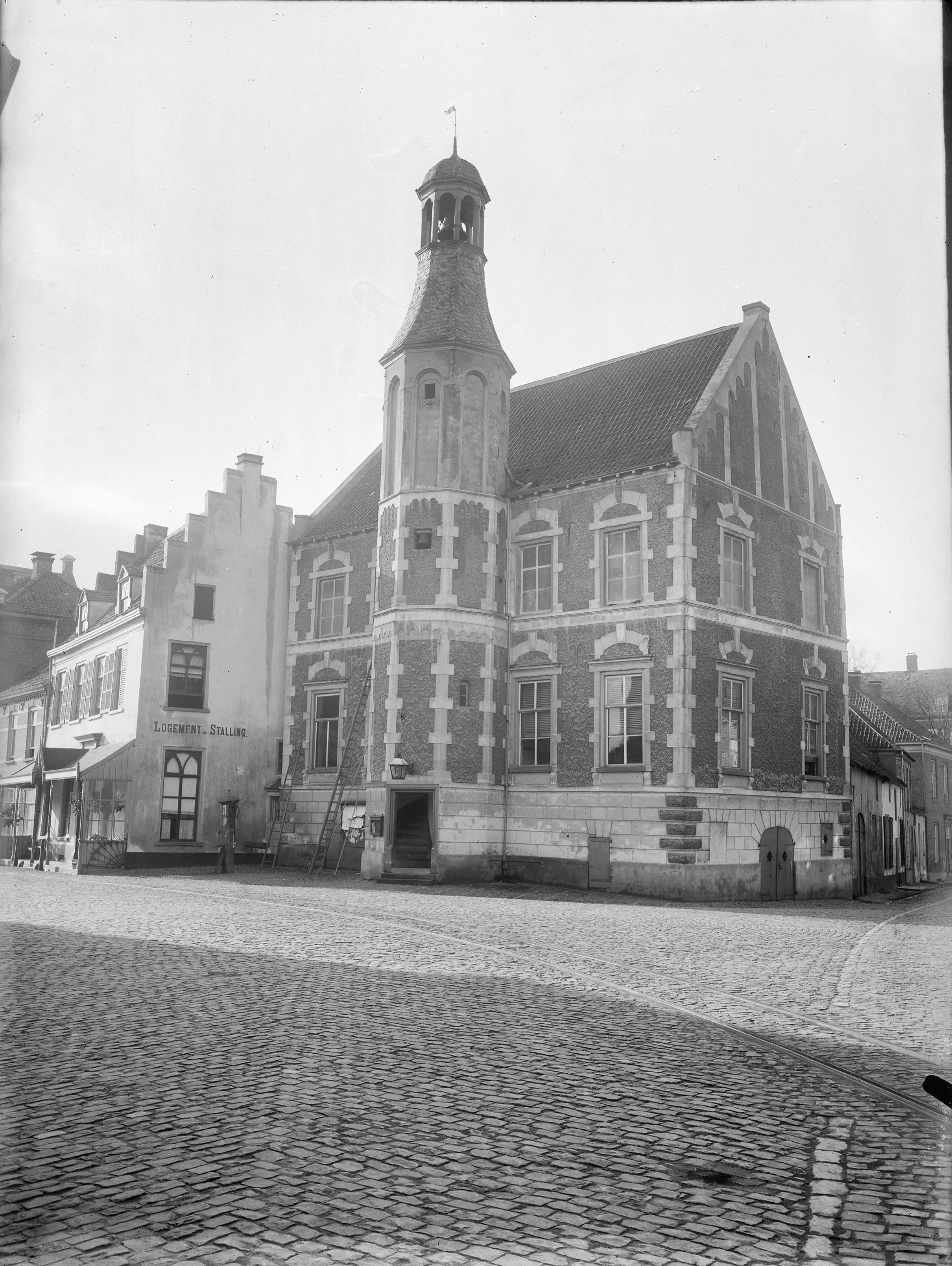
Stadhuis van 's-Heerenberg (gebouwd 1531)

## Geboren
- 6 april - Wolfgang van Brunswijk-Grubenhagen, Duits edelman
- 15 mei - Maria van Habsburg, Oostenrijks edelvrouw
- september - Henry Stanley, Engels edelman en diplomaat
- 12 oktober - Jacob van Savoye-Nemours, Savoyaards edelman
- 25 oktober - Mattheus van Wesembeke, Zuid-Nederlands jurist
- 27 oktober - Hubert Duifhuis, Nederlands geestelijke
- 4 november - Maso da San Friano, Florentijns kunstschilder
- 6 december - Vespasiano I Gonzaga, Italiaans edelman
- 20 december - Hendrik van Brederode, Nederlands edelman
- Akiyama Nobutomo, Japans samoerai
- James Burbage, Engels acteur en impresario
- Paulus Buys, Nederlands politicus
- Anton van Crato, Portugees troonpretendent
- Jacob De Roore, Zuid-Nederlands martelaar
- Anna d'Este, Italiaans edelvrouw
- Hara Masatane, Japans samoerai
- Jan van Horne, Nederlands edelman
- Hugues Loubenx de Verdalle, grootmeester van de Orde van Malta
- François van Ryhove, Zuid-Nederlands politicus
- Petrus Datheen, Zuid-Nederlands theoloog en kerkhervormer (jaartal bij benadering)
- Jacobus de Kerle, Zuid-Nederlands componist (jaartal bij benadering)

## Overleden
- 14 januari - Walraven II van Brederode (69), Noord-Nederlands edelman
- 17 januari - Otto van Bruheze, Zuid-Nederlands politicus
- 6 maart - Pedro Arias Dávila (~90), Spaans conquistador
- 13 maart - Richard van Greiffenklau tot Vollrads (~63), aartsbisschop van Trier
- maart - Sicke Frericxzoon (~30), Fries martelaar
- mei - George I van Pommeren (37), Duits edelman
- 5 juni - Jobst I van Holstein-Schauenburg (~47), Duits edelman
- 7 juli - Tilman Riemenschneider (~71), Duits houtsnijder
- 8 augustus - Cornelius Aurelius (~71), Noord-Nederlands humanist
- 8 augustus - Günther XXXIX van Schwarzburg (76), Duits edelman
- 15 augustus - Jacob III van Horne (~51), Zuid-Nederlands edelman
- 22 september - Louise van Savoye (55), Savoyaards-Frans edelvrouw
- september - Vincenzo Catena (~51), Venetiaans kunstschilder
- 11 oktober - Huldrych Zwingli (47), Zwitsers kerkhervormer
- 14 november - Johannes Oecolampadius (~49), Zwitsers theoloog en kerkhervormer
- november - Alard Claeissins (~61), Zuid-Nederlands kunstschilder
- 31 december - Rombout II Keldermans (~71), Zuid-Nederlands architect
- Gerónimo de Aguilar (~42), Spaans ontdekkingsreiziger
- Malatesta IV Baglioni (~40), Italiaans legerleider
- Hans Burgkmair (~58), Duits kunstschilder en graveur
- Jan Volckertszoon Trijpmaker, Noord-Nederlands martelaar
- Teodoro Trivulzio (~57), Milanees militair
- Albert Cornelis, Zuid-Nederlands kunstschilder (vermoedelijke jaartal)